# 프렌치 프레스

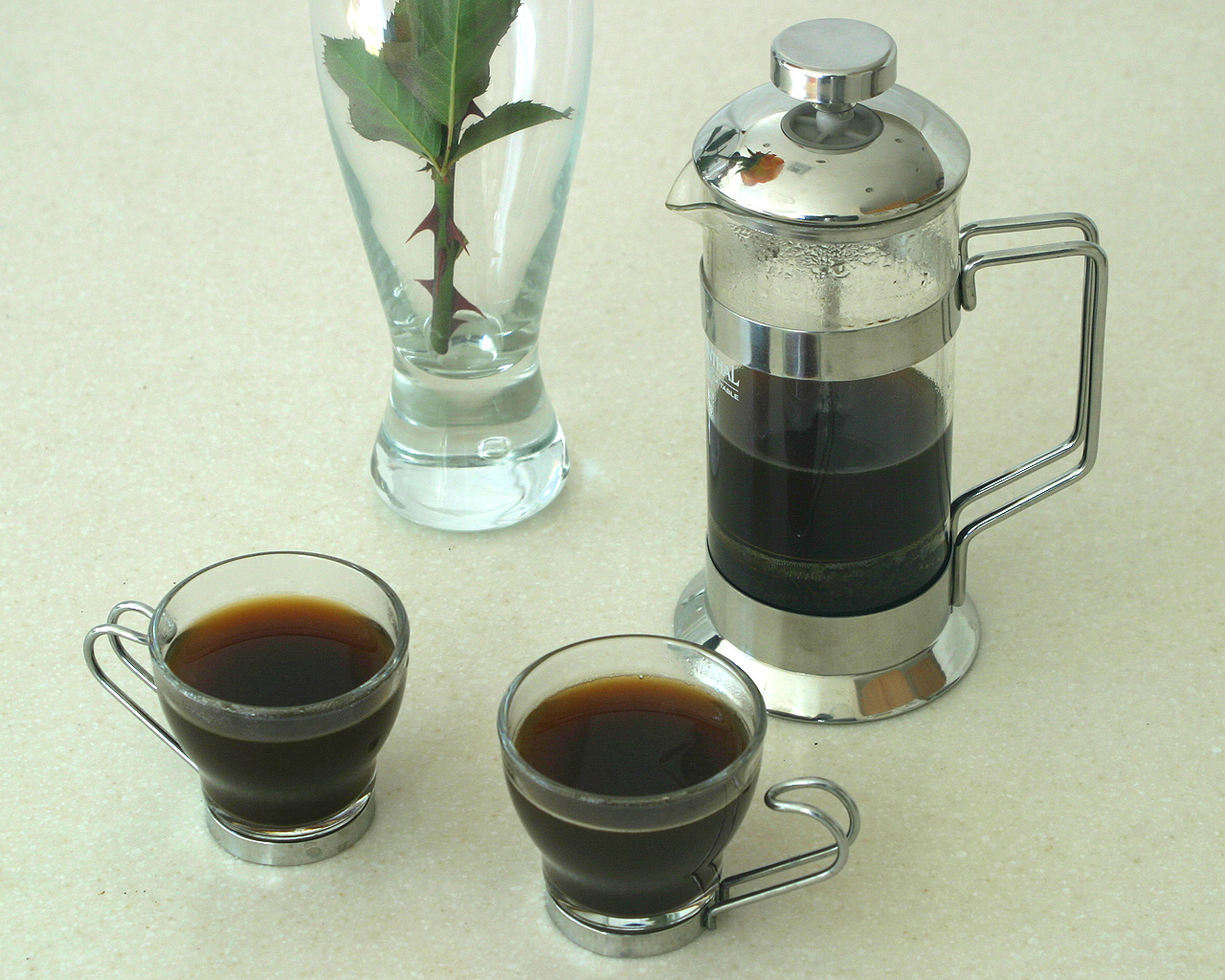
프렌치 프레스

프렌치 프레스(영어: French press)는 커피 추출 도구이다. 유리 또는 스테인리스강 관과 금속 거름망이 달린 막대 손잡이로 구성되어 있다. 차를 우리는 데 쓰거나 우유 거품을 내는 데 쓰기도 한다.

## 커피 추출
프렌치 프레스로 커피를 추출할 때는 커피콩을 거칠게 분쇄해 쓴다. 유리관 안에 분쇄된 커피콩을 담고, 뜨거운 물을 부어 커피를 추출한 다음, 금속 거름망이 달린 손잡이를 손으로 눌러 가루를 거르고 마신다. 여과지를 쓰거나 물줄기를 조절하지 않고 간편하게 커피를 추출할 수 있으며, 미분을 완벽히 거르지 않아 커피 그대로의 맛을 느낄 수 있다.

## 같이 보기
- 드립 커피